# The Rolling Stones No. 2
The Rolling Stones No. 2 — второй британский студийный альбом британской рок-группы The Rolling Stones, изданный в 1965 году на лейбле Decca Records.

## Об альбоме
После огромного успеха дебютного диска The Rolling Stones, не удивительно, что The Rolling Stones No. 2 следует тенденции своего предшественника и содержит большое количество ритм-н-блюз-каверов. Тем не менее, на альбоме присутствуют также три композиции знаменитого авторского дуэта Джаггер/Ричардс.
Десять недель альбом продержался на первой позиции в UK Albums Chart, став одним из самых хорошо продаваемых британских альбомов 1965 года.

## Список композиций
Слова и музыка всех песен — Мик Джаггер и Кит Ричардс, если не указано иное.
| №  | Название                           | Текст песни                           | Длительность |
| -- | ---------------------------------- | ------------------------------------- | ------------ |
| 1. | «Everybody Needs Somebody to Love» | Solomon Burke/Bert Berns/Jerry Wexler | 5:03         |
| 2. | «Down Home Girl»                   | Jerry Leiber/Arthur Butler            | 4:11         |
| 3. | «You Can't Catch Me»               | Chuck Berry                           | 3:38         |
| 4. | «Time Is on My Side»               | Jerry Ragovoy                         | 2:58         |
| 5. | «What a Shame»                     |                                       | 3:03         |
| 6. | «Grown Up Wrong»                   |                                       | 1:50         |

| №   | Название                | Текст песни                                | Длительность |
| --- | ----------------------- | ------------------------------------------ | ------------ |
| 7.  | «Down the Road a Piece» | Don Raye                                   | 2:55         |
| 8.  | «Under the Boardwalk»   | Arthur Resnick/Kenny Young                 | 2:48         |
| 9.  | «I Can't Be Satisfied»  | Muddy Waters                               | 3:26         |
| 10. | «Pain in My Heart»      | Allen Toussaint                            | 2:11         |
| 11. | «Off the Hook»          |                                            | 2.38         |
| 12. | «Susie Q»               | Dale Hawkins/Stan Lewis/Eleanor Broadwater | 1:51         |

## Участники записи
- Мик Джаггер — лид-вокал, гармоника, тамбурин, перкуссия
- Кит Ричардс — гитара, бэк-вокал
- Брайан Джонс — гитара,бэк-вокал
- Чарли Уоттс — ударные, перкуссия
- Билл Уаймен — бас-гитара, бэк-вокал

### Приглашённые музыканты
- Джек Ницше — пианино, тамбурин
- Иэн Стюарт — пианино
- Дэвид Томсон — бэк-вокал на «Off The Hook»